# Ruth von Wild
Pour les articles homonymes, voir Wild.

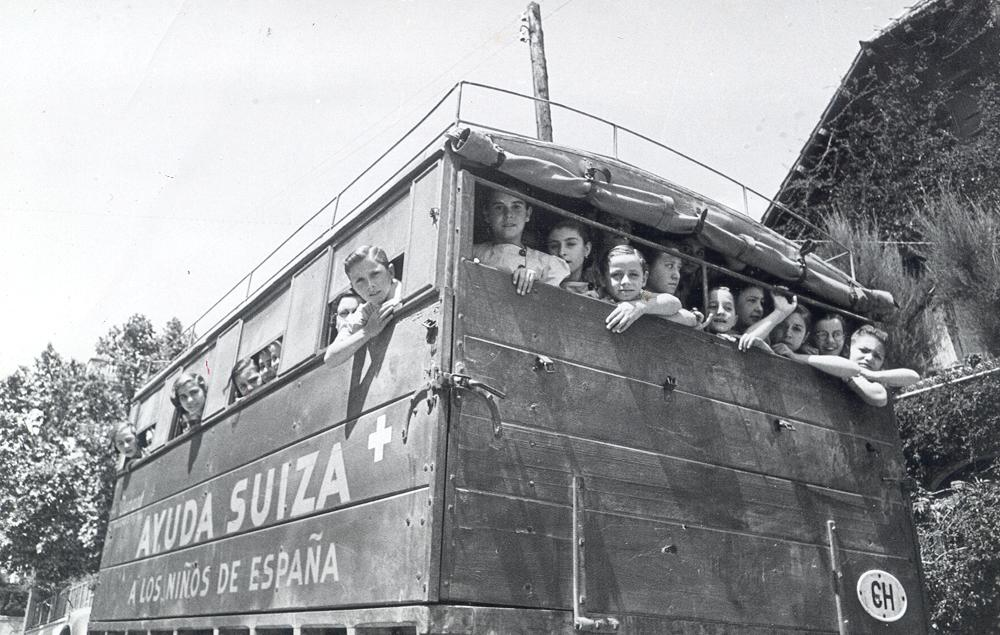
Évacuation d'enfants espagnols en 1937

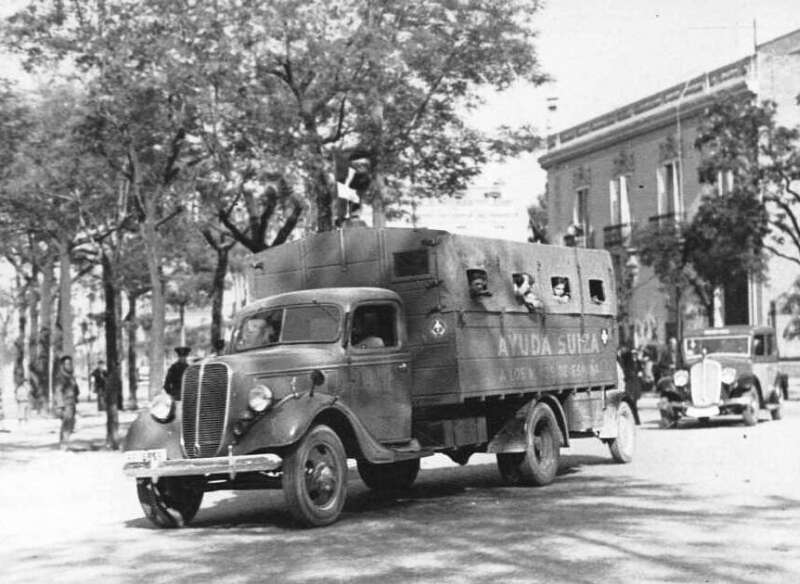
Évacuation d'enfants espagnols par l'Aide suisse en 1937

Ruth von Wild, née le 3 août 1912 à Barcelone et morte en 1983 à Thoune, est une enseignante suisse qui s'est consacrée à l'accompagnement des enfants réfugiés.

## Biographie et activités
Ruth von Wild est une Suissesse qui est née et a grandi à Barcelone. Ses parents sont originaires de Glockenthal dans le canton de Berne. Elle a obtenu le diplôme de professeur de français à l'Université de Neuchâtel et a enseigné à l'école suisse de Barcelone de 1933 à 1936. Après le déclenchement de la guerre civile espagnole, l'école a été fermée et Ruth von Wild s'est rendue en Angleterre pour obtenir un diplôme d'anglais.
En août 1938, elle retourna à Barcelone pour s'impliquer dans le Groupe de travail suisse pour les enfants espagnols (SAS, Comité neutre de secours aux enfants d'Espagne). Elle était responsable de toute l'action de secours en Catalogne.
En 1939, compte tenu de l'avancée des troupes franquistes, le comité fut contraint de délocaliser ses activités dans le sud de la France. En janvier 1939, Ruth von Wild, Karl et Rodolfo Olgiati quittèrent Barcelone avec les enfants des colonies et leurs deux camions « Dufour » et « Dunant » au milieu du bombardement. Fin janvier, le convoi arriva sain et sauf à Perpignan.
En juin 1939, le comité fonda la colonie suisse Le Lac dans le château abandonné du Hameau-du-Lac près de Sigean. Ruth von Wild organisa la vie dans le château et fut nommée directrice d'environ 150 enfants réfugiés. Au fil du temps, 25 enfants de la colonie Pasionaria de Barcelone, 47 enfants des colonies Rosa Luxemburg de Barcelone et Pau Casals de Bagur (Catalogne), 12 enfants de l'hôpital Saint-Jean à Perpignan et d'autres de la colonie de Saint-Cergues-les-Voirons arrivèrent.
Le désastre de la guerre en Finlande, en Pologne et finalement en France rendit nécessaire une réorganisation de l'aide humanitaire suisse. En janvier 1940, 17 organisations se sont réunies pour former le Groupe de travail suisse pour les enfants victimes de la guerre (SAK, Cartel suisse de secours aux enfants victimes de la guerre) et à partir de 1942, l'Aide à l'enfance de la Croix-Rouge suisse. À l'été 1940, Ruth von Wild prend la direction de la colonie SAK de Talloires, financée par les Quakers américains, et de novembre 1940 jusqu'à sa fermeture en juin 1946 la colonie de Pringy (Haute-Savoie). La grande majorité des enfants de Pringy venaient de France, à l'exception de quelques enfants de Pologne, de Russie et d'Espagne. En outre, trois familles juives ont été maintenues dans la clandestinité, dont Margot Wicki-Schwarzschild, qui est venue avec sa mère et sa sœur des camps d'internement de Gurs et de Rivesaltes et y a été sauvée par Friedel Bohny-Reiter.
Après la fin de la guerre, de 1946 à 1959, Ruth von Wild a dirigé le foyer pour enfants de Brüngsberg en Allemagne pour l'organisation humanitaire des Églises évangéliques de Suisse (HEKS), qui a accueilli plus de 5 000 enfants de la région de la Ruhr et des grands villes allemandes pendant cette période. De retour en Suisse, elle a été responsable du foyer de réfugiés Pelikan à Weesen pour l'Entraide protestante suisse (EPER) de 1961 à 1974.

## Publications
- Les célébrations à la maison illustrées à l'aide de l'exemple de la colonie de la Croix-Rouge « Pringy » en France 1940–1946, 1948.